# Greene Vardiman Black

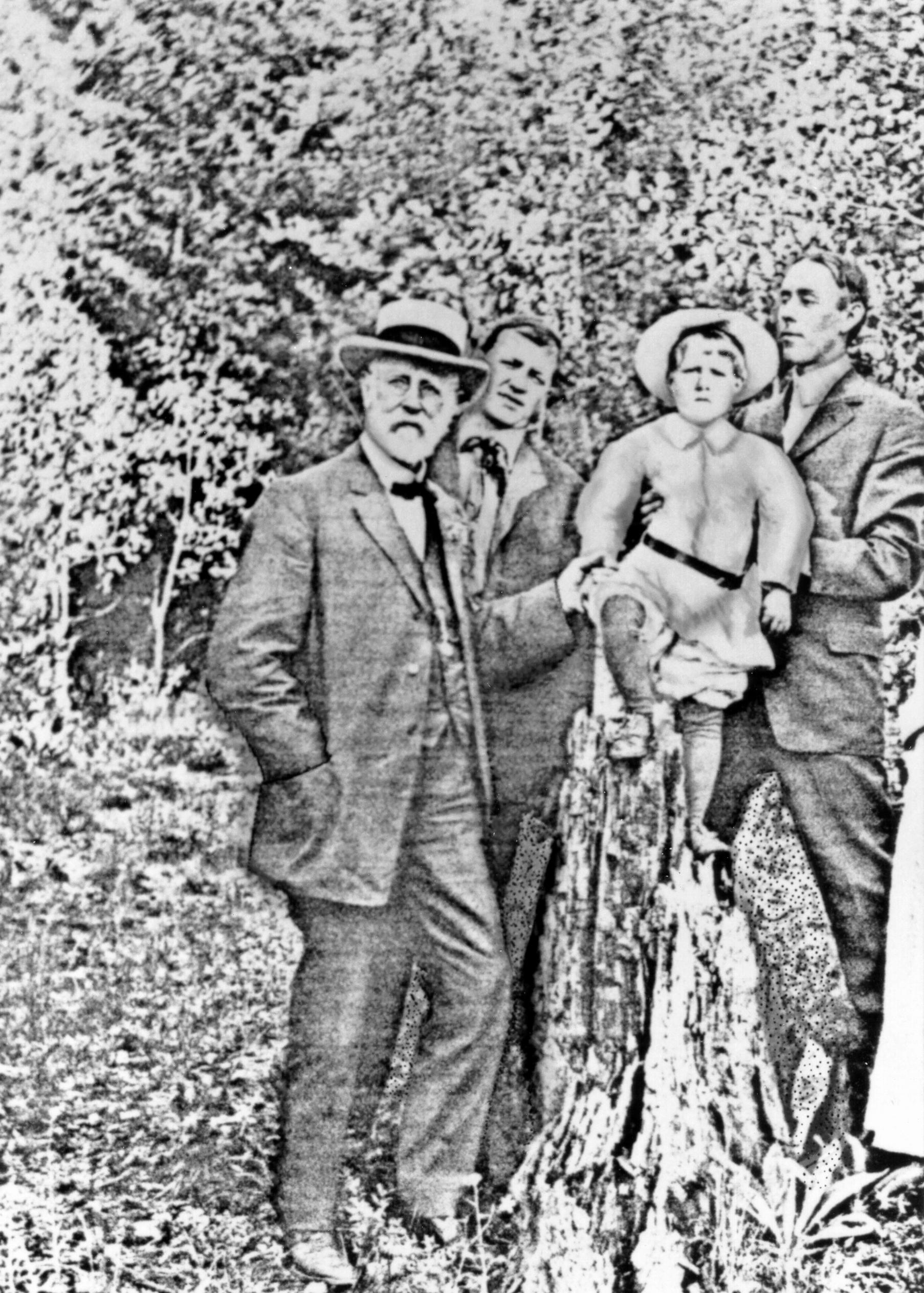
Greene Vardiman Black

Greene Vardiman Black (perto de Winchester (Illinois), 3 de agosto de 1836 — 1915), vulgarmente conhecido como GV Black, é considerado um dos fundadores da odontologia moderna nos Estados Unidos. Ele nasceu perto de Winchester, Illinois. Passou o início da vida em uma fazenda e rapidamente desenvolveu um interesse pelo mundo natural. Com menos de 17 anos começou a estudar medicina com a ajuda de seu irmão, o Dr. Thomas G. Black. Em 1857, ele conheceu o Dr. JC Speer, que lhe ensinou a prática da odontologia. Após a Guerra Civil, atuou como escuteiro da união, e mudou-se para Jacksonville, Illinois. Foi aqui que ele começou uma carreira ativa e de investigação desenvolvidas no âmbito do campo da odontologia.
Ele pesquisou muitos temas importantes para odontologia, incluindo a melhor composição de amálgamas dentárias e da causa da fluorose dentária. Uma de suas muitas invenções era um motor acionado pelos pés que girava a broca do dentista. Black foi o primeira a usar o óxido nitroso para "extrair dentes sem dor". Ele também é conhecido pelos seus princípios de preparações dentárias, no qual ele descreve os métodos adequados para preparar dentes para as restaurações. O termo "extensão preventiva" ainda é famoso na comunidade odontológica e hoje representa a ideia de Black que os dentistas devem incorporar mais do que as ranhuras e poços atualmente exibindo decadência como uma medida preventiva contra os sulcos e fissuras para desenvolver cárie dentária no futuro; técnica hoje descartada pelos avanços na odontologia preventiva.
Além disso, Black organizou a classificação de cárie, que ainda está em uso hoje. Até hoje, apenas mais uma categoria foi adicionada ao seu sistema de classificação.
- Classe I: Caries afetando fossas e fissuras, em oclusal, vestibular e lingual nas superfícies dos dentes posteriores, e lingual de dentes anteriores.

- Classe II: Caries afetando superfícies proximais de dentes posteriores (molares e pré-molares).

- Classe III: Caries afetando superfícies proximais de dentes anteriores.

- Classe IV: Caries afetando proximal incluindo bordas incisais dos dentes anteriores.

- Classe V: Caries afetando terço gengival da superfície vestibular ou lingual dos dentes anteriores ou posteriores.

- Classe VI (nunca descrita por Green Black, foi adicionada por outros): Caries afetando pontas de cúspide dos molares, pré-molares e caninos.

Black também foi o primeiro reitor da Universidade Northwestern Dental School, onde o seu retrato pendurado até o encerramento da escola em 2001. A sua estátua pode ser encontrada em Chicago's Lincoln Park. Ele também foi induzido no Hall da Fama Internacional de Odontologia da Pierre Fauchard Academy em 25 de fevereiro de 1995.